# Cisleithanien

De österrikiska ländernas lilla vapen från 1915: Vapenskölden placerad i bröstet på den österrikiska dubbelörnen, Rudolfskronan svävande ovanför. I klorna: riksäpple, rikssvärd och spira (riksregalier).

Cisleithanien (ungerska: Ciszlajtánia, tjeckiska: Předlitavsko, kroatiska: Cislajtanija), på tyska även Zisleithanien, var det inofficiella namnet på den västliga österrikiska delen av dubbelmonarkin Österrike-Ungern som hade grundats i samband med Ausgleich 1867. Fram till 1915 kallades detta område officiellt för De i riksrådet företrädda kungarikena och länderna (Die im Reichsrat vertretenen Königreiche und Länder), förkortat österrikiska länderna (österreichische Länder).

## Namngivning och utbredning
Det officiella namnet, De i riksrådet företrädda länderna, syftade på det gemensamma österrikisk-ungerska parlamentet Riksrådet i Wien.
Den inofficiella benämningen Cisleithanien (latin: landet hitom Leitha) härleddes ur floden Leitha, som bitvis utgjorde gräns mellan Cisleithanien och Transleithanien som var benämningen för den östra ungerska rikshalvan av Österrike-Ungern. Trots benämningen låg stora delar av Cisleithanien i den norra delen av Donaumonarkin, däribland Mähren, Oberschlesien, Nedre Schlesien, Galizien och Bukowina, öster om den här gränsen. I syd låg också delar av det cisleithanska Dalmatien östligare.
1878 ockuperades Bosnien-Hercegovina av Österrike-Ungern och 1908 införlivades det formellt i dubbelmonarkin. Bosnien-Hercegovina hörde dock varken till Cis- eller Transleithanien utan var ett kondominat som hörde till de båda rikshalvorna.
Namnet Österrike blev en officiell benämning på den cisleithanska riksdelen först 1915 då de österrikiska och ungerska rikshalvorna, under det redan pågående första världskriget och Österrike-Ungerns begynnande sönderfall, gjordes formellt självständiga.

## Titlar
Cisleithaniens ämbetsmän bar epitetet kejserlig-kunglig (k.k.). K.k. stod för kejsaren av Österrike (Rudolfskronan) och kungen av Böhmen (Wenzelskronan), habsburgarnas två främsta titlar i den cisleithanska delen av monarkin.

## Kronländerna
- Kungariket Böhmen
- Kungariket Dalmatien
- Kungariket Galizien och Lodomerien

Österrike-Ungern med de två rikshalvorna Cisleithanien (röd) och Transleithanien (grön). Bosnien-Hercegovina (blå) som besattes år 1878 och formellt införlivades (ockuperades) år 1908 förvaltades gemensamt av österrikarna och ungrarna.

- Ärkehertigdömet Österrike nedanför Enns
- Ärkehertigdömet Österrike ovanför Enns
- Hertigdömet Bukowina
- Hertigdömet Kärnten
- Hertigdömet Krain
- Hertigdömet Salzburg
- Hertigdömet Schlesien
- Hertigdömet Steiermark
- Markgrevskapet Mähren
- Furstliga grevskapet Tyrolen med Vorarlberg
- Österrikiska kustlandet bestående av: 
  - Furstliga grevskapet Görz och Gradisca med städerna Görz och Gradisca,
  - staden Trieste
  - Markgrevskapet Istrien